# Комодор Амига 600
Commodore Amiga 600 (Amiga 600) је кућни рачунар, производ фирме Комодор (Commodore) који је почео да се израђује у САД током 1992. године.
Amiga 600 је била последњи Амига модел базиран на Motorola MC68000 централном микропроцесору и ECS чипсету. RAM меморија овог микрорачунара је имала капацитет од 1 MB Chip RAM, проширив до 6 MB највише (2 MB Chip RAM + 4 MB Fast RAM). 
Као оперативни систем кориштен је Workbench 2.05.

## Детаљни подаци
Детаљнији подаци о рачунару Amiga 600 су дати у табели испод.
|                       |                                                                 |
| [ 1 ]                 |                                                                 |
| Произвођач            | Комодор                                                         |
| Тип                   | кућни рачунар                                                   |
| Меморија              | 1 Chip RAM, прошириво до 6 највише (2 Chip RAM + 4 Fast RAM)    |
| Поријекло             | Сједињене Америчке Државе                                       |
| Година                | 1992                                                            |
| Тастатура             | уграђена тастатура, 78 тастера                                  |
| Процесор              |                                                                 |
| Фреквенција процесора | 7,09379 (PAL)                                                   |
| RAM                   | 1 Chip RAM, прошириво до 6 највише (2 Chip RAM + 4 Fast RAM)    |
| ROM                   | Kickstart 2.05: 512                                             |
| Текст                 |                                                                 |
| Графика               | 320x256, 320x512, 640x256, 640x480, 640x512, 1280x200, 1280x256 |
| Боја                  | палета: 4096                                                    |
| Звук                  | 4 канални 8-битна PCM, стерео излаз                             |
| Димензије             | 14 д x 9.5 ш x 3 в / 6 фунти                                    |
| Портови               |                                                                 |
| Оперативни систем     |                                                                 |